# 尖叶石豆兰
尖叶石豆兰（学名：Bulbophyllum cariniflorum）为兰科石豆兰属下的一个种。

## 扩展阅读
維基物種上的相關：尖叶石豆兰